# 크리스토퍼 C. 밀러

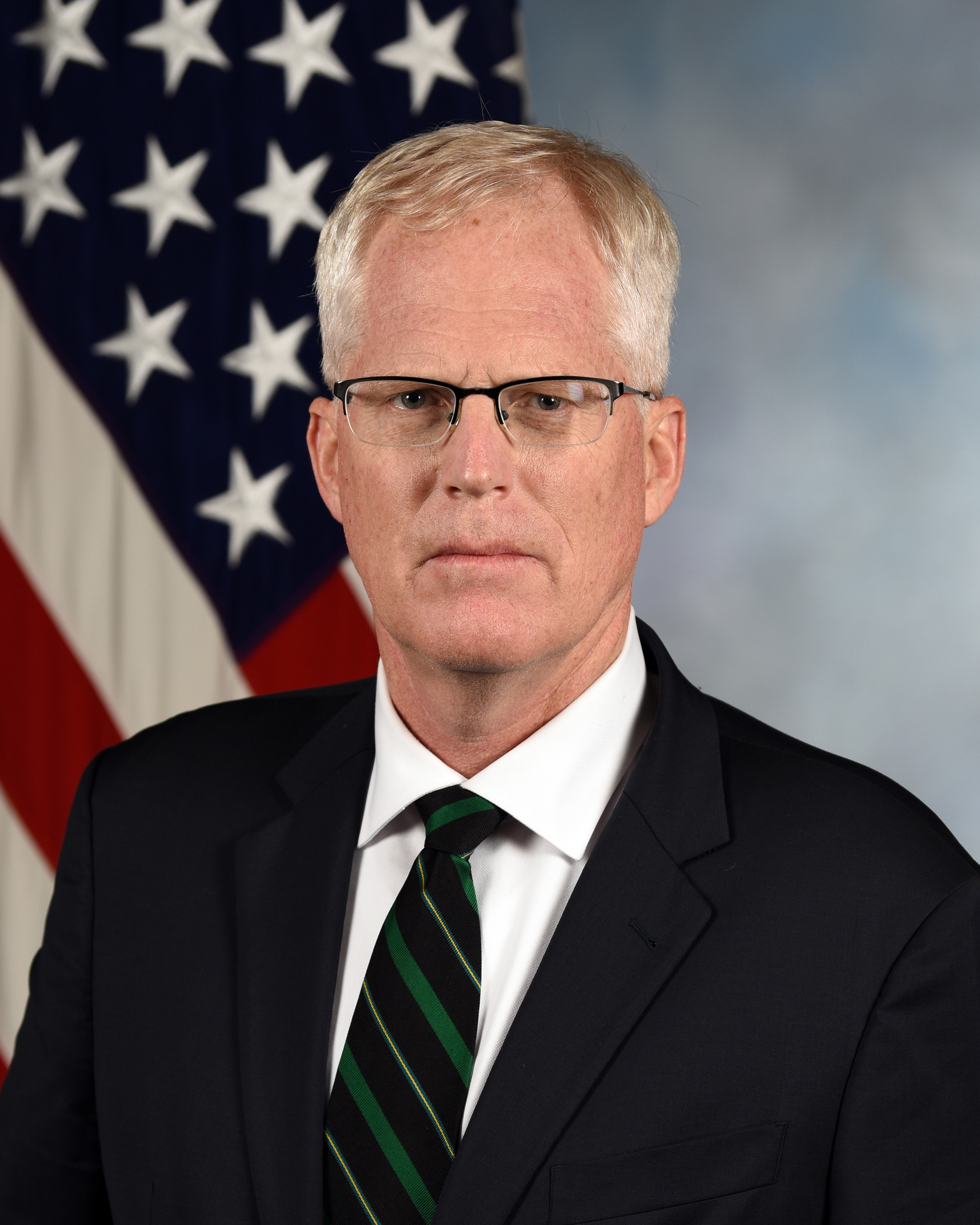
2020년 공식 초상화

크리스토퍼 C. 밀러(Christopher C. Miller, 본명: 크리스토퍼 찰스 밀러, Christopher Charles Miller, 1965년 10월 15일 ~ )는 미국의 은퇴한 미국 육군 특전부대 대령으로, 2020년 11월 9일부터 2021년 1월 20일까지 미국 국방부 장관 대행을 역임했다. 이전에는 국가 대테러 국장을 역임했다. 2020년 8월 10일부터 11월 9일까지 센터. 국방부에서 민간인으로 복무하기 전에 밀러는 그린베레병으로 이라크와 아프가니스탄에서 제5 특수부대 그룹을 지휘했으며 나중에 방산 계약자로 시간을 보냈다.
밀러의 트럼프 행정부 임기는 2020년 8월 6일 미국 상원의 음성 투표로 확정된 국가대테러센터 소장으로 시작됐다. 도널드 트럼프 대통령은 6일 만인 2020년 11월 9일 마크 에스퍼를 해임한 뒤 2020년 대선 이후 밀러 국방장관 대행을 임명했다. 밀러는 바이든 직원이 조 바이든 행정부로의 전환을 방해했다는 비난을 받았지만 밀러는 이를 부인했다.
밀러는 2021년 미국 국회 의사당 습격 사건에 대한 대응으로 비판을 받았다. 그는 오후 4시 41분에 D.C. 주 방위군을 강화하기 위해 인근 주에서 주 방위군을 배치하는 것을 승인했다. 이는 국회의사당 경찰이 압도당하고 있다고 말한 지 3시간 후이자 시 공무원이 그러한 지원을 요청한 지 2시간 후였다. 밀러는 나중에 "나는 필요한 모든 권한을 갖고 있었고 무슨 일이 일어나야 하는지 알고 있었기 때문에" 1월 6일 대통령과 대화할 필요가 없었다고 증언했으며, 지연된 이유는 켄트 주 총격 사건의 반복을 피하기 위해라고 말했다.
2021년 1월 20일 조 바이든이 취임하자 밀러는 당시 국방부 부장관이었던 데이비드 노퀴스트(David Norquist)가 뒤를 이었다.